# سیاست انرژی هسته‌ای ایالات متحده آمریکا
سیاست انرژی هستهای آمریکا در سال (1954) شروع و با ساخت مداوم نیروگاههای هستهای، تصویب قوانین متعددی چون قانون سازماندهی مجدد انرژی در سال (1974) و اجرای سیاستهای بیشمار در راستای هدایت کمیسیون تنظیم مقررات هستهای و وزارت نیرو در مدیریت و توسعۀ شرکتهای مشمول در حوزۀ انرژی هستهای ادامه یافت. این سیاستها شامل مقرراتی در زمینۀ تأسیسات هستهای، ذخیرهسازی و اَنباشت زبالههای اتمی، انهدام ترکیبات هستهای با درجۀ تسلیحاتی، استخراج اورانیوم و تأمین بودجه برای شرکتهای هستهای همراه با افزایش توانِ ساخت نیروگاههای اتمی بود. ولی، گستردگی چنین قوانینی تنها به این موارد محدود نشد. قوانین و مقررات اداری آمریکا در حوزۀ انرژی هستهای تحتتأثیر پژوهشهای علمی، درخواست صنایع خصوصی و افکار عمومی قرار گرفته و تغییراتی در طی زمان و بر اثر فجایع هستهای مختلف در آن ایجاد شده است.
اقدامات قانونی و سیاستهای متعددی در آمریکا در دو سطح فدرال و ایالتی جهت مدیریت انرژی هستهای و تشویق به گسترش استفاده از آن تدوین و اجرایی شده است. در دهۀ (1980)، ما شاهد توقف رشد استفاده از انرژی هستهای در آمریکا هستیم. هرچند که در سال (2005)، قانون سیاست انرژی با هدف جهش صنعت هستهای از طریق اعطای وام یا ضمانتهای مالی به منظور توسعه و تجهیز مجدد نیروگاههای هستهای تصویب شد. موفقیت این قانون هنوز در هالهای از ابهام قرار دارد. زیرا، درخواست 17 شرکت به منظور تأمین مالی پیشنهادهای ساخت و ساز نیروگاهی همچنان در مرحلۀ برنامهریزی قرار دارد. برخی از اماکن پیشنهادی، طرحهای ساختمانی خود را لغو کرده و بسیاری بر این باورند که وقوع فاجعۀ هستهای فوکوشیما موجب کاهش بیش از پیش احتمال موفقیت طرح توسعۀ انرژی هستهای در آمریکا خواهد شد.
ادارۀ اطلاعات انرژی در سال (2008) پیشبینی نمود که تا سال (2030)، حدود 17 گیگاوات انرژی توسط راکتورهای هستهای جدید تولید خواهد شد. ولی، در سال (2011)، پیشبینی قبلی خود را از سال (2030) را به 5 درصد کاهش داد. بر پایۀ نظرسنجی شبکه خبری سی.بی.سی-نیوز، پس از وقوع فاجعۀ هستهای فوکوشیما، حمایت عمومی از ساخت نیروگاههای هستهای در آمریکا به 43 درصد کاهش یافت. سطح نتایج این نظرسنجی، کمی پایینتر از نظرسنجی انجام شده به محض وقوع حادثۀ اتمی تری.مایل.آیلند در سال (1979) بود. نتایج نظرسنجی صوت گرفته در آوریل (2011) نشان داد که 64 درصد از آمریکاییها با ساخت راکتورهای هستهای جدید مخالف هستند ]4[. نتایج حاصل از یک نظرسنجی در سپتامبر (2011) با حمایت موسسۀ انرژی هستهای نشان داد که 62 درصد از مشارکتکنندگان در این نظرسنجی موافق استفاده از انرژی هستهای به عنوان روشی جهت تأمین برق در آمریکا بوده و 35 درصد از آنها با این کار مخالف بودند.
سهم انرژی هستهای در سال (2022) معادل با 18 درصد از کل سَبَدِ انرژی تولیدشده در آمریکا را به خود اختصاص داد. این رقم، سهمی ویژه در ثبت رکورد 40 درصدی این کشور در تولید انرژی از منابع بدون کربن داشت ]6[.موضوع انرژی هستهای در میان آمریکاییها همچنان مسألهای مناقشهبرانگیز است. دو-سوم ایالاتهای آمریکا و همچنین وزارت انرژی این کشور مصمم به گنجاندن انرژی هستهای در ردیف اهداف خود در حوزۀ انرژی سبز هستند.

## تاریخچهای از سیاست انرژی هستهای در آمریکا
کنگرۀ کمیسیون انرژی اتمی آمریکا در راستای گسترش و کنترل توسعۀ دانش و تکنولوژی اتمی در زمان صلح تقریباً 1 سال بعد از پایان جنگ جهانی دوم تأسیس شد.
1. ↑  M. V. Ramana (July 2011). "Nuclear power and the public". Bulletin of the Atomic Scientists. 67 (4): 44. Bibcode:2011BuAtS..67d..43R. doi:10.1177/0096340211413358. S2CID 144321178.
2. ↑  "Americans' Support for Nuclear Energy Holds at Majority Level 6 Months After Japan Accident". PR Newswire. 3 October 2011.
3. ↑  "Clean energy record: More than 40% of US electricity now comes from carbon-free sources". USA Today. 3 March 2023.
4. ↑  "The U.S. is divided over whether nuclear power is part of the green energy future". NPR. 18 January 2022.
5. ↑  Alice Buck (1983). "The Atomic Energy Commission", U.S. Department of Energy, p. 1.